# Anaxipha gueinzii
Anaxipha gueinzii är en insektsart som först beskrevs av Kirby, W.F. 1906.  Anaxipha gueinzii ingår i släktet Anaxipha och familjen syrsor. Inga underarter finns listade i Catalogue of Life.